# Aktedrilus sardus
Aktedrilus sardus är en ringmaskart som beskrevs av Erséus 1987. Aktedrilus sardus ingår i släktet Aktedrilus och familjen glattmaskar. Inga underarter finns listade i Catalogue of Life.